# Dryophilus pusillus
Dryophilus pusillus is een keversoort uit de familie klopkevers (Anobiidae). De wetenschappelijke naam van de soort is voor het eerst geldig gepubliceerd in 1808 door Gyllenhal.